# Bazilika Srca Jezusovega, Zagreb
Bazilika Srca Jezusovega v Zagrebu je bazilika in župnijska cerkev Župnije Presvetega Srca Jezusovega Zagreb.
Gradnja cerkve je bila povezana z načrtovanim ponovnim prihodom jezuitov v Zagreb. Nadškof Juraj Haulik je v ta namen leta 1860 zagotovil 60.000 florintov, dodatnih 12.000 pa je kasneje prispeval še nadškof Juraj Posilović. Tako so leta 1898 kupili zemljišče za novo cerkev in samostan na Ulici Junija Palmotića. Cerkev je bila blagoslovljena 15. decembra 1902 in je hitro postala narodno romarsko središče Srca Jezusovega. Papež Pij XII. je cerkvi 16. julija 1941 podelil naziv bazilika. Leta 1977 je bila na tej lokaciji ustanovljena tudi župnija, s čimer je bazilika dobila tudi vlogo župnijske cerkve.
Cerkev je bila močno poškodovana v leta 2020, ko se je zaradi potresa z magnitudo 5,3 zrušil strop.